# Жеромін (Великопольське воєводство)
Жеромін (пол. Żeromin) — село в Польщі, у гміні Осек-Малий Кольського повіту Великопольського воєводства.
У 1975-1998 роках село належало до Конінського воєводства.